# Walter Diggelmann
Walter Diggelmann (Zúric, 11 d'agost de 1915 - Guntalingen, 5 de març de 1999) va ser un ciclista suís que fou professional entre 1939 i 1953. Durant la seva carrera esportiva aconseguí una quinzena de victòries, entre les quals destaca una etapa al Tour de França de 1952 i diverses etapes de la Volta a Suïssa i el Tour de Romandia.

## Palmarès en ruta
- 1938
  -  Campió de Suïssa en ruta amateur
  - 1r al Giro del Mendrisiotto
- 1940
  - 1r del Circuit de Bienna
  - 1r de la Brig-Ginebra
- 1941
  - 1r al Campionat de Zúric
- 1942
  - Vencedor del Gran premi de la muntanya a la Volta a Suïssa
- 1943
  - 1r del Tour dels tres llacs
- 1947
  - Vencedor de 2 etapes al Tour de Romandia
  - Vencedor d'una etapa a la Volta a Suïssa
- 1948
  - Vencedor d'una etapa a la Volta a Suïssa
- 1952
  - Vencedor d'una etapa al Tour de França
  - Vencedor d'una etapa a la Volta a Suïssa

### Resultat al Giro d'Itàlia
- 1940. 11è de la classificació general
- 1953. 69è de la classificació general

### Resultat al Tour de França
- 1952. 50è de la classificació general i vencedor d'una etapa

## Palmarès en pista
- 1945
  -  Campió de Suïssa de mig fons
- 1948
  - 1r als Sis dies de Chicago, amb Hugo Koblet
- 1949
  - 1r als Sis dies de Nova York, amb Hugo Koblet
- 1950
  -  Campió de Suïssa de mig fons